# St. Nikolai (Helsa)

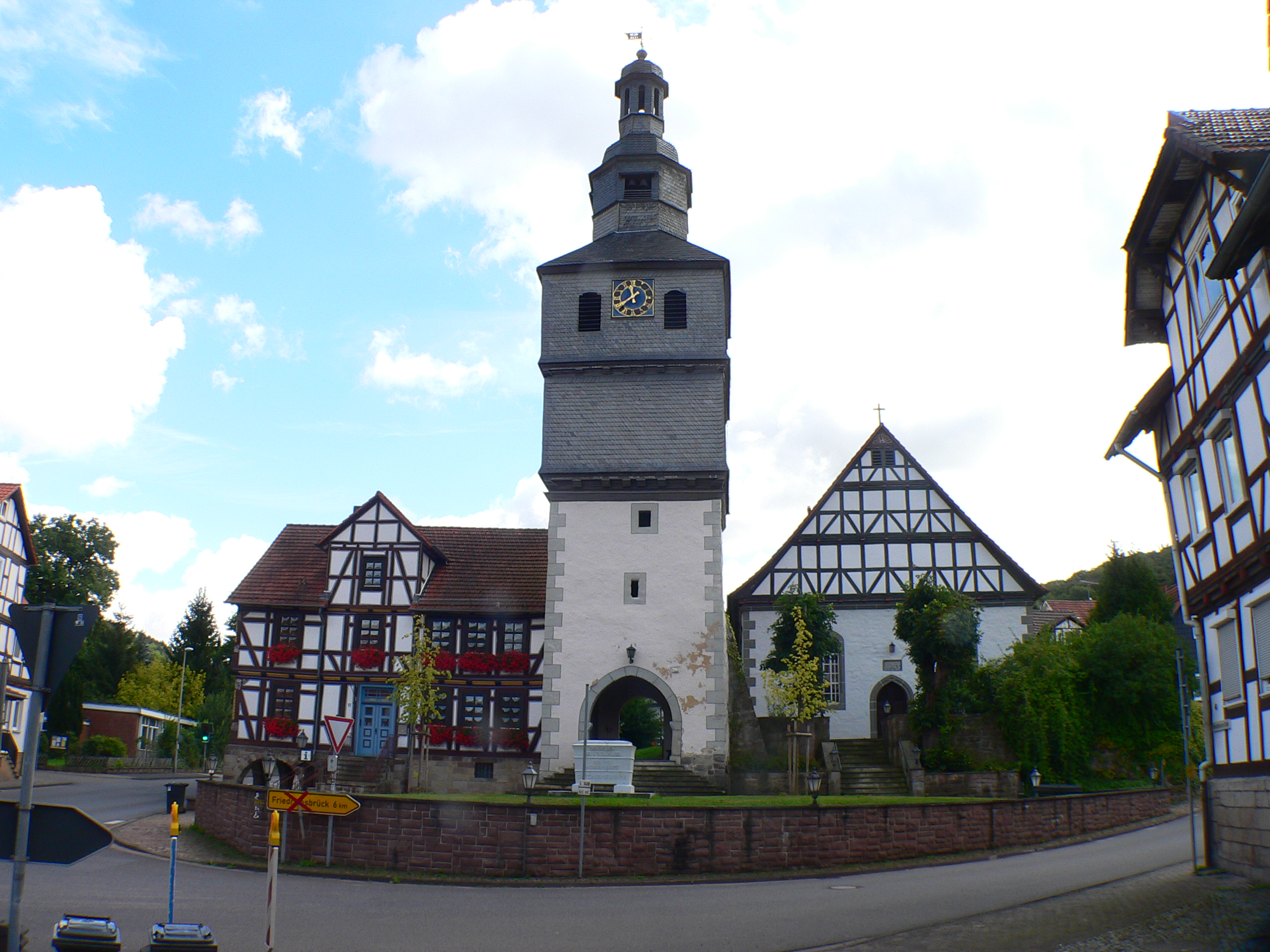
St. Nikolai (Helsa)

Die evangelische Kirche St. Nikolai ist ein denkmalgeschütztes Kirchengebäude, das in der Gemeinde Helsa im Landkreis Kassel (Hessen) steht. Die Kirchengemeinde gehört zum Kirchenkreis Kaufungen im Sprengel Kassel der Evangelischen Kirche von Kurhessen-Waldeck.

## Beschreibung
Der abseits der Kirche stehende Glockenturm war ursprünglich der Torturm des Kirchfriedhofs. Sein tonnengewölbtes Tor stammt noch aus dem 13. Jahrhundert. 1657 wurde er um zwei, über kräftigen Gesimsen vorkragende Obergeschosse in schieferverkleidetem Holzfachwerk aufgestockt. Das oberste Geschoss beherbergt die Turmuhr und den Glockenstuhl, in dem drei Kirchenglocken hängen. Die Haube mit der zierlich-schlanken Laterne erhielt er 1727–29. 
Das Kirchenschiff auf annähernd quadratischem Grundriss aus dem 14. Jahrhundert mit dem hohen westlichen Giebel aus Holzfachwerk wurde 1593 erneuert. An den Längsseiten des Kirchenschiffs sind die schlanken, gepaarten Fenster unten spitzbogig, darüber sind sie rechteckig. Der niedrige, spätgotische, rechteckige Chor, der um 1500 entstanden ist, hat Maßwerkfenster. Außen an einem Eckstein des Chors ist ein spätgotisches Relief mit einem bärtigen Gaffkopf angebracht. 
Im Innern ist der Chor mit einem Kreuzrippengewölbe auf Konsolen überspannt. An seiner Ostwand ist ein spätgotisches Tabernakel, im Gewölbe sind Reste von Wandmalereien in Seccomalerei. Die Flachdecke des Kirchenschiffs wird längs von zwei Unterzügen auf vier steinernen Säulen getragen. Die Emporen wurden 1594 an drei Seiten eingebaut. Die steinerne Kanzel ist spätgotisch. Die Orgel wurde 1702 gebaut.